# Geschützter Landschaftsbestandteil Niederwald Lüling

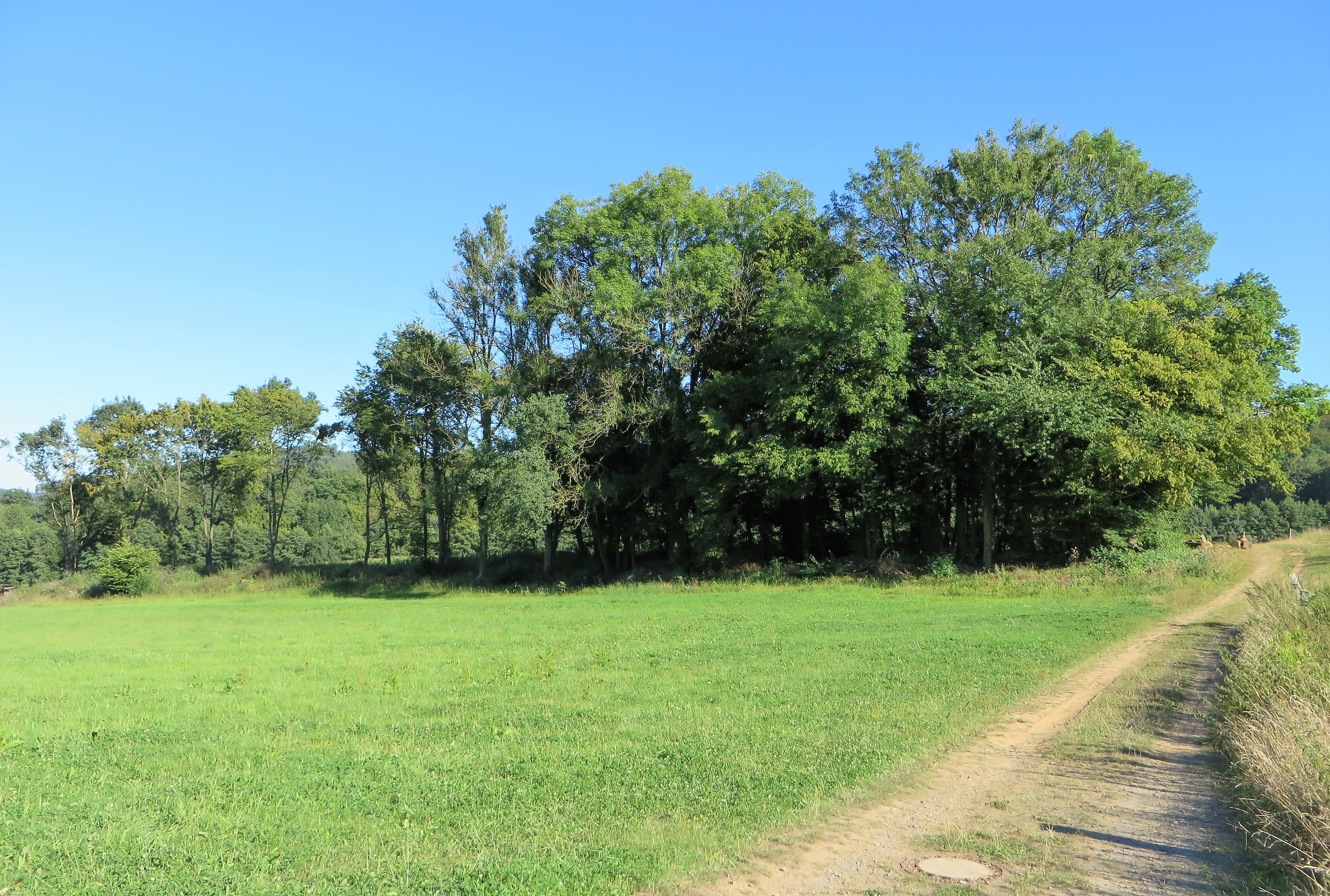
Geschützter Landschaftsbestandteil Niederwald Lüling

Der Geschützte Landschaftsbestandteil Niederwald Lüling mit einer Flächengröße von 0,35 ha liegt auf dem Gebiet der kreisfreien Stadt Hagen in Nordrhein-Westfalen. Der LB wurde 1994 mit dem Landschaftsplan der Stadt Hagen vom Stadtrat von Hagen ausgewiesen. Der LB ist umgeben vom Landschaftsschutzgebiet Egge.

## Beschreibung
Beschreibung im Landschaftsplan: „Der Landschaftsbestandteil liegt östlich der Autobahn-Anschlußstelle Hagen-Süd nahe der Hofstelle Lüling. Es handelt sich um einen unterholzreichen Baumbestand, der anscheinend als Niederwald bewirtschaftet wurde.“

## Schutzzweck
Laut Landschaftsplan erfolgte die Ausweisung „zur Sicherung der Leistungsfähigkeit des Naturhaushalts durch Erhalt von Gehölzstrukturen in ackerbaulich intensiv genutzten Flächen als Nist-, Brut-, Nahrungs- und Rückzugsbiotop, insbesondere für Vögel, Kleinsäuger und Insekten und zur Gliederung, Belebung und Pflege des Landschaftsbildes durch Sicherung prägender Gehölzstrukturen.“